# Sea Horse
Sea Horse fue un cohete experimental estadounidense usado por Robert Truax en 1962 para probar el concepto de cohete lanzado desde el agua.
El Sea Horse fue construido sobre la base de excedentes de misiles Corporal de la Armada de los Estados Unidos. Con él se probó con éxito el concepto de lanzamiento de un cohete sumergido en el mar, probando que el encendido del cohete sumergido era factible.
La prueba se hizo desde una barcaza en la bahía de San Francisco. El motor, con una cámara de combustión alimentada por LOX y LH2, fue probado primero en tierra, para luego ir haciendo pruebas sucesivas sumergido a diferentes profundidades. El motor funcionó a todas las profundidades, con la ventaja de que el ruido de la ignición cuando estaba sumergido se veía atenuado en gran medida.
Las pruebas se hicieron con vistas a la puesta en funcionamiento del futuro Sea Dragon, que nunca llegó a construirse.

## Especificaciones
- Empuje: 662,3 kN
- Masa total: 55.000 kg
- Diámetro: 3 m
- Longitud total: 31 m